# Cuterebra apicalis
Cuterebra apicalis är en tvåvingeart som beskrevs av Guérin-Méneville 1835. Cuterebra apicalis ingår i släktet Cuterebra och familjen styngflugor. Inga underarter finns listade i Catalogue of Life.